# Maurizio Costanzo racconta
Maurizio Costanzo racconta è stato un talk show condotto da Maurizio Costanzo andato in onda in seconda serata su Iris dall'autunno 2016, con due puntate pilota, inaugurali, andate in onda nel luglio dello stesso anno.

## Il programma
Il programma, che andava in onda dallo studio di Costanzo (lo stesso da cui lancia i servizi del Maurizio Costanzo Show - La storia) per la regia di Valentino Tocco, segna il debutto del conduttore sulla rete Mediaset Iris. La trasmissione, presentata insieme ad Alberto Consarino, sceneggiatore di fiction e sitcom, e già autore di programmi su Iris con Tatti Sanguineti racconta con servizi ed immagini tratte da film o dal Maurizio Costanzo Show, grandi personaggi del cinema italiano, con riferimenti ad aneddoti sconosciuti ma anche le grandi opere letterarie del passato e del presente.
Sigla della trasmissione è Showtime Swing di Paul Reeves.

## Puntate
- 1ª puntata, 20 luglio 2016: Alberto Sordi[7] (cinema)
- 2ª puntata, 27 luglio 2016: Totò[8][9] (cinema)
- 3ª puntata, 12 ottobre 2016: Paolo Villaggio (cinema)
- 4ª puntata, 19 ottobre 2016: Franco Franchi e Ciccio Ingrassia (cinema)
- 5ª puntata, 26 ottobre 2016: Monica Vitti (cinema)
- 6ª puntata, 2 novembre 2016: Pier Paolo Pasolini (cinema)
- 7ª puntata, 9 novembre 2016: Vittorio Gassman (cinema)
- 8ª puntata, 16 novembre 2016: Ettore Scola (cinema)
- 9ª puntata, 23 novembre 2016: Le donne erediteranno la terra di Aldo Cazzullo e Il grande Gatsby di Francis Scott Fitzgerald (libri)
- 10ª puntata, 30 novembre 2016: Sono morto dalle risate di Alessia Lionello e Oliver Twist di Charles Dickens (libri)
- 11ª puntata, 7 dicembre 2016: Il nome della rosa di Umberto Eco e Paradiso Occidente di Stefano Zecchi (libri)
- 12ª puntata, 14 dicembre 2016: (libri)
- 13ª puntata, 21 dicembre 2016: Don Camillo della Bassa di Giovannino Guareschi e Calendario astrologico 2017 di Branko (libri)
- 14ª puntata, 28 dicembre 2016: Il giardino dei Finzi-Contini di Giorgio Bassani e Lezione di italiano di Francesco Sabatini (libri)
- 15ª puntata, 4 gennaio 2017: Un borghese piccolo piccolo di Vincenzo Cerami e Quella notte sono io di Giovanni Floris (libri)
- 16ª puntata, 11 gennaio 2017: La ciociara di Alberto Moravia e Non mi vendere, mamma di Barbara Alberti (libri)
- 17ª puntata, 18 gennaio 2017: Nino Manfredi (cinema)
- 18ª puntata, 25 gennaio 2017: Romeo e Giulietta di William Shakespeare e Gocce di veleno di Valeria Benatti (libri)
- 19ª puntata, 8 febbraio 2017: Vittorio De Sica e Christian De Sica (cinema)
- 20ª puntata, 15 febbraio 2017: I giorni dell'abbandono di Elena Ferrante ed Il teatro ed il suo doppio di Antonin Artaud (libri)
- 21ª puntata, 22 febbraio 2017: Corrado Mantoni (televisione)
- 22ª puntata, 1º marzo 2017: Giovanni Falcone (società)
- 23ª puntata, 8 marzo 2017: Marcello Mastroianni (cinema)
- 24ª puntata, 15 marzo 2017:
- 25ª puntata, 22 marzo 2017: Pippo Baudo (cinema)
- 26ª puntata, 29 marzo 2017: Aldo Moro (società)
- 27ª puntata, 5 aprile 2017: Mike Bongiorno (televisione)
- 28ª puntata, 12 aprile 2017:
- 29ª puntata, 19 aprile 2017: Cuore di tenebra di Joseph Conrad e Note segrete di Michele Bovi (libri)
- 30ª puntata, 26 aprile 2017: Carlo Alberto dalla Chiesa (società)
- 31ª puntata, 3 maggio 2017: Furore di John Steinbeck e L'altra verità di Alda Merini (libri)
- 32ª puntata, 10 maggio 2017: Ugo Tognazzi (cinema)
- 33ª puntata, 17 maggio 2017: Walter Chiari (cinema)
- 34ª puntata, 24 maggio 2017: Dario Fo (società)
- 35ª puntata, 31 maggio 2017: Raimondo Vianello (televisione)
- 36ª puntata, 7 giugno 2017: Il cane secondo me di Danilo Mainardi ed Il padrino di Mario Puzo (libri)
- 37ª puntata, 14 giugno 2017:
- 38ª puntata, 21 giugno 2017:
- 39ª puntata, 28 giugno 2017: Bud Spencer e Terence Hill (cinema)
- 40ª puntata, 5 luglio 2017:
- 41ª puntata, 12 luglio 2017:
- 42ª puntata, 19 luglio 2017:
- 43ª puntata, 26 luglio 2017: Sophia Loren e Gina Lollobrigida (cinema)
- 44ª puntata, 2 agosto 2017:
- 45ª puntata, 9 agosto 2017: Steno, Enrico Vanzina e Carlo Vanzina (cinema)